# Abou Zeïd
Abdelhamid Abou Zeïd, nom de guerre de Mohammed Ghdiri, né en 1965 à Debdeb en Algérie et mort entre le 22 et le 27 février 2013 à la bataille de Tigharghâr, près d'Aguel'hoc au Mali, est un djihadiste algérien, émir de la katiba Tarik Ibn Ziyad du Groupe salafiste pour la prédication et le combat puis d'Al-Qaïda au Maghreb islamique.

## Biographie
Ancien trafiquant et membre du Groupe islamique armé (GIA) puis du Groupe salafiste pour la prédication et le combat (GSPC), Abou Zeid est apparu pour la première fois lors de l'enlèvement des touristes européens dans le grand sud algérien en 2003 aux côtés du GSPC. En 2004, il prend le commandement de la katiba  Tarik Ibn Ziyad. Pendant plusieurs années, il a été identifié sous le nom d'Adib Hammadou, notamment sur la liste des personnes et entités d'Al-Qaida au Maghreb islamique (AQMI) tombant sous le coup de sanctions des Nations unies. Il devient par la suite l'émir des zones sud d'AQMI.
Abou Zeid est responsable de plusieurs prises d'otages d'une vingtaine d'Occidentaux au Sahel, dont les rançons lui rapporte des millions d'euros. Le négociateur mauritanien Moustapha Ould Limam Chafi déclare à son sujet : « Il était sec et froid. Il était très suspicieux et les discussions avec lui n'étaient pas du tout agréables. Nous appartenons chacun à des mondes que tout oppose. Avec lui, il faut constamment chercher ses mots, trouver les bons. Dès que vous semblez hésitant, il risque de vous prendre pour un traître ou un espion, ce qui n'était pas le cas avec Belmokhtar. Sans être chaleureux, ce dernier était au moins courtois et parlait aux visiteurs avec respect ».
En janvier 2013, Abou Zeid aurait participé au Mali aux combats autour de Diabaly,.
Selon Jeremy Keenan, anthropologue britannique, Abdelhamid Abou Zeid serait instrumentalisé par le service de renseignements algérien (DRS).

## Mort
Les circonstances de la mort d'Abou Zeid font l'objet de versions différentes. Le 27 février, une concentration de véhicules djihadistes avec une quarantaine d'hommes est repérée par les Français dans le carrefour appelé « Le Garage ». Vers 15 heures, leurs communications sont interceptées, leur chef s'exprime en arabe et affirme être Abou Zeïd. À 17 heures 30, les Mirage 2000D interviennent et larguent trois bombes « Airburst ». Cinq minutes plus tard, les canons des Caesar ouvrent le feu et expédient 12 obus explosifs. Les troupes au sol ne sont pas en mesure d'aller vérifier sur place l'étendue des dégâts mais selon le général Barrera, « les émissions s'arrêtent » puis quelques interceptions font état d'un « coup très dur ». Les images filmées par l'aviation ne repèrent aucun mouvement,.
Le 28 février, la chaîne de télévision algérienne Ennahar est la première à annoncer la mort du chef d'AQMI. Elle affirme que ce dernier a été tué par les forces françaises dans l'Adrar Tigharghar avec une quarantaine de combattants, mais fixe la date de sa mort au lundi 25 février. Le même jour, Paris-Match rapporte que selon le MNLA et des notables de la ville de Kidal, 45 hommes d'AQMI et d'Ansar Dine ont été tués le samedi 23 février par un raid aérien de l'armée française dans la zone d'In Sensa, sur les bases de Tinwelène et de Ticherfen. Le MNLA affirme également avoir épaulé les forces spéciales françaises et capturé sept survivants — quatre originaires de la région, un Algérien, un Mauritanien et un membre du Polisario — ensuite remis aux Français. Un survivant du raid, Seden Ag Hita, fait défection d'AQMI et s'enfuit à Aguel'hoc. Il entre en contact avec le MNLA, présent dans la ville. C'est lui qui aurait témoigné de la mort d'Abou Zeid et de 43 de ses hommes dans la zone d'In Sensa et d'Etagh, près de Tabankort le 23 février,. De son côté, le journal français Le Monde annonce également que la mort d'Abou Zeid est confirmée par une « source fiable proche des opérations militaires en cours dans le nord du Mali ». Elle aurait eu lieu dans les « tout derniers jours » dans la zone d'Etagho et 43 combattants de sa katiba auraient été tués avec lui. Le colonel Thierry Burkhard, porte-parole des armées françaises, déclare alors n'avoir « aucune information spécifique sur cette personne » mais confirme qu'un raid aérien français a eu lieu dans la zone d'In Sensa et a détruit six véhicules.
En janvier 2014, à Kidal, le journaliste de l'AFP Serge Daniel rencontre un jeune Touareg de Tessalit surnommé « Tic-Tac », un survivant de la bataille dans le Tigharghar. Il donne des précisions sur la mort d'Abou Zeid dont il affirme avoir été le témoin. Selon lui, le convoi des combattants d'AQMI et d'Ansar Dine se trouve à une soixantaine de kilomètres de Tessalit lorsqu'il est attaqué par les avions français. Abou Zeid, au volant du véhicule de tête, est tué sur le coup par la première frappe. Iyad Ag Ghali est alors juste derrière lui, au volant du deuxième véhicule du convoi. Selon le journaliste Serge Daniel, cette « version des faits correspond aux informations recueillies auprès des sources militaires dans la région du Sahel ».
Mais le 1er mars, le président tchadien Idriss Déby donne une tout autre version et déclare qu'Abou Zeïd a été tué par ses troupes dans le combat du 22 février : « Le 22 février nous avons perdu nos soldats dans le massif des Ifoghas après avoir détruit la base des jihadistes. C’est pour la première fois qu’il y a eu un face à face avec les jihadistes. Nos soldats ont abattu deux chefs jihadistes dont Abou Zeid et ils ont libéré Tessalit. ».
Cependant le 4 mars, l'agence mauritanienne Sahara Media annonce que selon les déclarations mises en ligne le même jour par un membre d'AQMI, Abou Zeid a été tué « par un bombardement aérien français dans les montagnes » et « non par les Tchadiens ». Le djihadiste dément également la mort de Mokhtar Belmokhtar et affirme que ce dernier combat dans la région de Gao et non dans l'Adrar des Ifoghas.
L'état-major français s'adresse alors au commandant Jack, chef du détachement français des forces spéciales qui accompagne la colonne tchadienne. Celui-ci était présent lors au combat du 22 février mais il n'a lui-même appris la mort d'Abou Zeïd que par la presse. Il obtient cependant de militaires tchadiens des photos d'un cadavre ressemblant au chef djihadiste et l'indication du lieu où il aurait été enterré. Les 3 et 4 mars, les forces spéciales se rendent sur place par hélicoptère et prélèvent des fragments sur le corps qui sont ensuite remis à la DRS, les services de renseignements algériens, pour être comparés avec des membres de sa famille,.
Les tests ADN s'avèrent concluants et le 23 mars le gouvernement français confirme officiellement la mort d'Abou Zeid,. Le 16 juin 2013, AQMI confirme officiellement la mort d'Abou Zeid,.

## Succession
Selon la chaîne de télévision algérienne Ennahar TV, il est remplacé par l'Algérien Djamel Okacha, également connu sous le nom de Yahia Abou el Houmâm, présenté comme l'un des lieutenants d'Abdelmalek Droukdel, émir d'AQMI. Cependant cette déclaration est contestée par AQMI qui avait annoncé, en octobre 2012, la nomination de Djamel Okacha au commandement de la zone du Sahara, faisant de lui le supérieur hiérarchique d'Abou Zeid,,. Mais pour Alain Rodier, du Centre Français de Recherche sur le Renseignement (CF2R), le titre d'« émir du Sahara » d'Okacha n'était qu'un poste honorifique qui ne comportait pas de responsabilités opérationnelles sur le terrain et Abou Zeid était probablement le véritable commandant en chef d'AQMI au Mali.
Le 23 septembre, AQMI déclare dans un communiqué que l'Algérien Saïd Abou Moughatil, dit Abou Saïd el-Djazaïri succède à Abou Zeïd à la tête de la katiba Tarik Ibn Ziyad.